# Cidade de Píritu (Falcón)
Píritu é uma cidade venezuelana, capital do município de Píritu (Falcón).